# لوسی سووچنا
لوسی سووچنا (انگلیسی: Lucie Svěcená؛ زادهٔ ۲۱ اوت ۱۹۹۷) ورزشکار ورزش شنا اهل جمهوری چک است.
وی در مسابقات کشوری و بین‌المللی در مجموع برندهٔ ۴ مدال نقره و ۱ مدال برنز شده‌است.